# Andreas Felder
Andreas Felder (Hall in Tirol, 6 de marzo de 1962) es un deportista austríaco que compitió en salto en esquí.
Participó en tres Juegos Olímpicos de Invierno, obteniendo una medalla de plata en Albertville 1992, en la prueba de trampolín grande por equipo (junto con Heinz Kuttin, Ernst Vettori, Martin Höllwarth), el sexto lugar en Sarajevo 1984 (trampolín normal individual) y el quinto en Calgary 1988 (trampolín grande por equipo).
Ganó seis medallas en el Campeonato Mundial de Esquí Nórdico entre los años 1982 y 1991.

## Palmarés internacional
| Juegos Olímpicos   | Juegos Olímpicos       | Juegos Olímpicos  | Juegos Olímpicos |
| Año                | Lugar                  | Medalla           | Prueba           |
| ------------------ | ---------------------- | ----------------- | ---------------- |
| 1992               | Albertville (Francia)  | Medalla de plata  | TG por equipo    |
| Campeonato Mundial |                        |                   |                  |
| Año                | Lugar                  | Medalla           | Prueba           |
| 1982               | Oslo (Noruega)         | Medalla de plata  | TG por equipo    |
| 1985               | Seefeld (Austria)      | Medalla de plata  | TN individual    |
| 1985               | Seefeld (Austria)      | Medalla de plata  | TG por equipo    |
| 1987               | Oberstdorf (RFA)       | Medalla de oro    | TG individual    |
| 1987               | Oberstdorf (RFA)       | Medalla de bronce | TG por equipo    |
| 1991               | Val di Fiemme (Italia) | Medalla de oro    | TG por equipo    |